# Alžběta Zelingrová
Alžběta Anna Zelingrová, rozená Baudyšová (* 27. ledna 1995, Praha) je česká curlerka a učitelka.

## Život
Po maturitě na Gymnáziu Budějovická (2014) vystudovala Přírodovědeckou fakultu Univerzity Karlovy, obory fyziologie buňky (2019) a učitelství biologie a chemie pro střední školy (2022). V roce 2022 se provdala za Jana Zelingra, se kterým má dceru. Vyučuje na gymnáziu v Praze.
Curlingu se věnuje od čtrnácti let. V lednu 2012 reprezentovala Česko v curlingu na zimních olympijských hrách mládeže v Innsbrucku. V roce 2013 se stala náhradnicí curlingového Ženského reprezentačního týmu Sokol Liboc. Na své první mezinárodní akci – Mistrovství světa v curlingu žen 2014 v kanadském Saint Johnu – se s týmem umístila na 9. místě. Na Mistrovství Evropy v curlingu v roce 2016 v Glasgow ženy obsadily 4. místo s kvalifikací na Mistrovství světa v Pekingu, kde následujícího roku skončily sedmé. Na Evropském šampionátu 2017 v St. Gallenu získaly 7. místo a kvalifikaci na Mistrovství světa. V tomto šampionátu v kanadském North Bay se ženský tým poprvé probojoval do playoff. Evropský šampionát 2019 v Helsinborgu znamenal 6. místo a Světový šampionát, který byl následujícího roku pro pandemii covidu-19 zrušen. Zelingrová na Světovém mistrovství v Calgary 2021 skončila s týmem na 12. místě, stejně tak o rok později v Prince George.